# 秦祖永

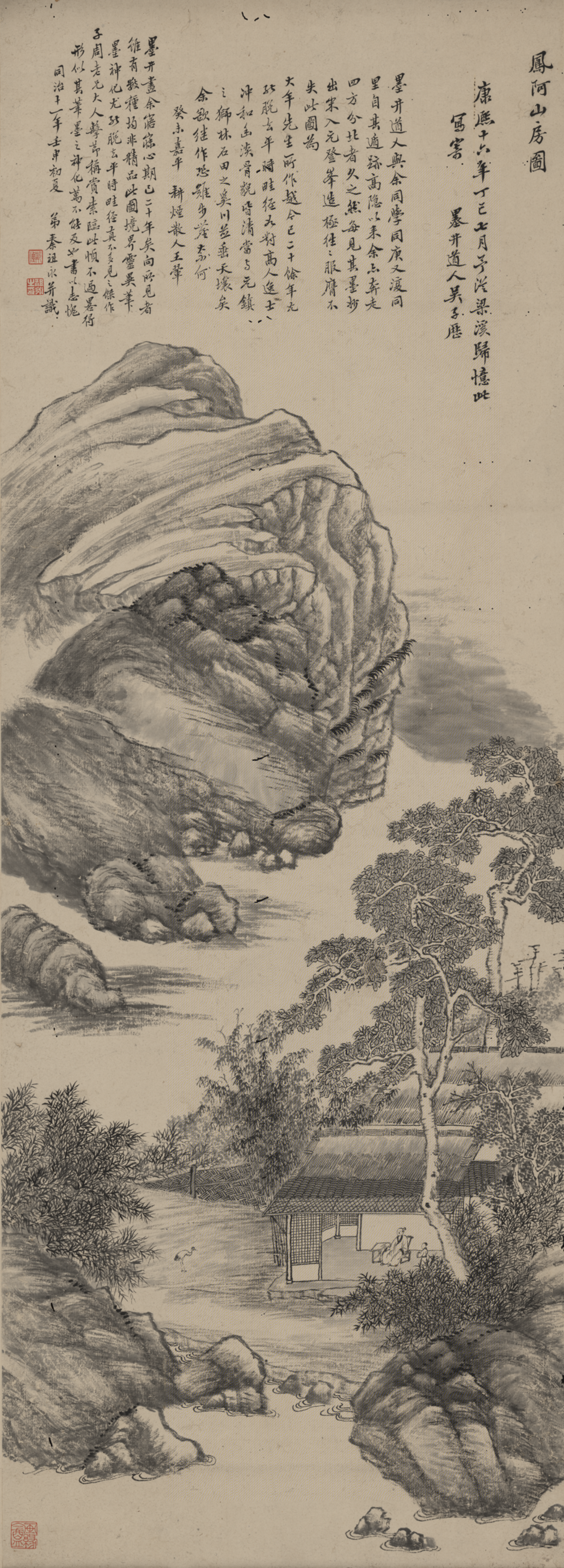
秦祖永绘《凤阿山房图》（北京故宫博物院藏）

秦祖永（1825年—1884年），字逸芬，又字擷芬，號桐阴、桐阴生、逸道人、楞烟、邻烟、楞煙外史，江蘇金匱縣（今江蘇無錫）人。清代書畫家。
道光五年（1825年）出生，早年為諸生，道光三十年拔贡，任職廣東碧甲場鹽大使。能書善畫，山水宗王時敏。尤嗜书画，深研六法。對画学见解极高，其作品《桐陰論畫》为清代绘画品評的經典之作，凡三編，共計七卷，全書羅列明季至道光间画家三百六十余人，以神、逸、妙、能四品来評定画家，並附小傳，不乏真知灼見。光绪十年（1884年）卒。有《桐陰論畫》、《畫學心印》、《桐陰畫訣》等存世。其子秦頌丹亦長書畫。孫秦文锦於上海创建“艺苑真赏社”。